# Шуботово
Шуботово — деревня в Устюженском районе Вологодской области.
Входит в состав Сошневского сельского поселения, с точки зрения административно-территориального деления — в Сошневский сельсовет.
Расстояние по автодороге до районного центра Устюжны — 8 км, до центра муниципального образования деревни Соболево — 8 км. Ближайшие населённые пункты — Александрово, Торшеево, Вороново.
Население по данным переписи 2002 года — 5 человек.